# Antoine Le Couteulx de La Noraye
Antoine Louis Le Couteulx de La Noraye, seigneur d'Hacqueville et de Richeville, né le 17 mai 1719 à Rouen et mort le 19 septembre 1779 à Nîmes, est un maire de Rouen sous l'Ancien Régime.

## Biographie
Appartenant à une ancienne famille de banquiers établis à Rouen, Paris et Cadix, Antoine Le Couteulx de La Noraye est le fils du négociant Barthélémy Le Couteulx de La Noraye, juge-consul de Rouen, et de Marie-Anne Bouette.
Négociant, il est successivement procureur-syndic (1755), premier consul (1756), prieur (1757) et syndic (1771) de la Chambre de commerce de la Province de Normandie.
Il est élu en juillet 1764 l'un des trois candidats à présenter au Roi pour la mairie de Rouen. Préféré par Louis XV, il est désigné pour cette charge et installé maire pour trois ans le 7 août suivant jusqu'au 3 septembre 1767. « Perçant dans ses vues, réfléchi dans ses actions, sage dans le conseil, ferme dans l'exécution, zélé pour l'humanité et pour la patrie, il a joui du bonheur bien rare d'être sincèrement chéri des siens et de n'avoir jamais perdu un ami. Il éprouva de longues souffrances avec une patience et une fermeté héroïques. Il vit approcher la mort sans rien perdre de la vigueur de son caractère et la reçut avec la résignation d'un sage qui n'a point à craindre de se présenter au tribunal d'un Dieu juste et bienfaisant ». 
Malade depuis longtemps, il cherche quelques soulagements aux eaux de Cauterets dans les Pyrénées et c'est à son retour, qu'il meurt à Nîmes dans les bras d'un de ses neveux venu de Cadix.

## Sources
- Richard Flamein, « Mobilité sociale et culture matérielle : le 34 de la rue aux Ours, à Rouen », Annales de Normandie, année 2009, 59-1, pp. 11-34.
- Jacques Delécluse, Les consuls de Rouen: marchands d'hier, entrepreneurs d'aujourd'hui : histoire de la Chambre de commerce et d'industrie de Rouen des origines à nos jours, 1985.
- « L’univers matériel et la construction de l'identité bourgeoise : le cas Le Couteulx », Annales historiques de la Révolution française, octobre-décembre 2010.
- Geneviève Daridan, MM. Le Couteulx et Cie, banquiers à Paris : Un clan familial dans la crise du XVIIIe siècle, Paris, Loysel, 1994.
- Michel Zylberberg, Capitalisme et catholicisme dans la France moderne. La dynastie Le Couteulx, Paris, publications de la Sorbonne, 2001.